# Tetrapsyllus tristis
Tetrapsyllus tristis är en loppart som beskrevs av Johnson 1957. Tetrapsyllus tristis ingår i släktet Tetrapsyllus och familjen Rhopalopsyllidae. Inga underarter finns listade i Catalogue of Life.